# Tipula michoacana
Tipula michoacana är en tvåvingeart som beskrevs av Alexander 1946. Tipula michoacana ingår i släktet Tipula och familjen storharkrankar. Inga underarter finns listade i Catalogue of Life.